# Statuia ecvestră a lui Mihai Viteazu din Cluj-Napoca
Statuia ecvestră a lui Mihai Viteazul din Cluj, dezvelită în 17 decembrie 1976, operă a sculptorului Marius Butunoiu, este amplasată în mijlocul pieței care îi poartă numele, fiind înconjurată de un mic parc. 
Până în 1919, denumirea pieții era István Széchenyi, an în care a fost schimbată în cea de Piața “Mihai Viteazul”.

## Prezentare
Statuia ecvestră a lui Mihai Viteazul, cu înălțimea de 7 m, montată un soclu înalt de 4,70 m, este amplasată pe o platformă cu trei rampe, decorată cu basoreliefuri, reprezentând luptele cu otomanii și Unirea Moldovei și a Transilvaniei cu Țara Românească.
Pe soclul statuii se află o stemă sigilară a domnitorului, care reunește însemnele heraldice ale celor trei țări române. Tot pe soclu este montată o inscripție cu textul:

Mihai Viteazul/1593-1601/Domnul Țării/Românești al Ardealului și/a toată Țara Moldovei.

## Istoria devenirii statuii

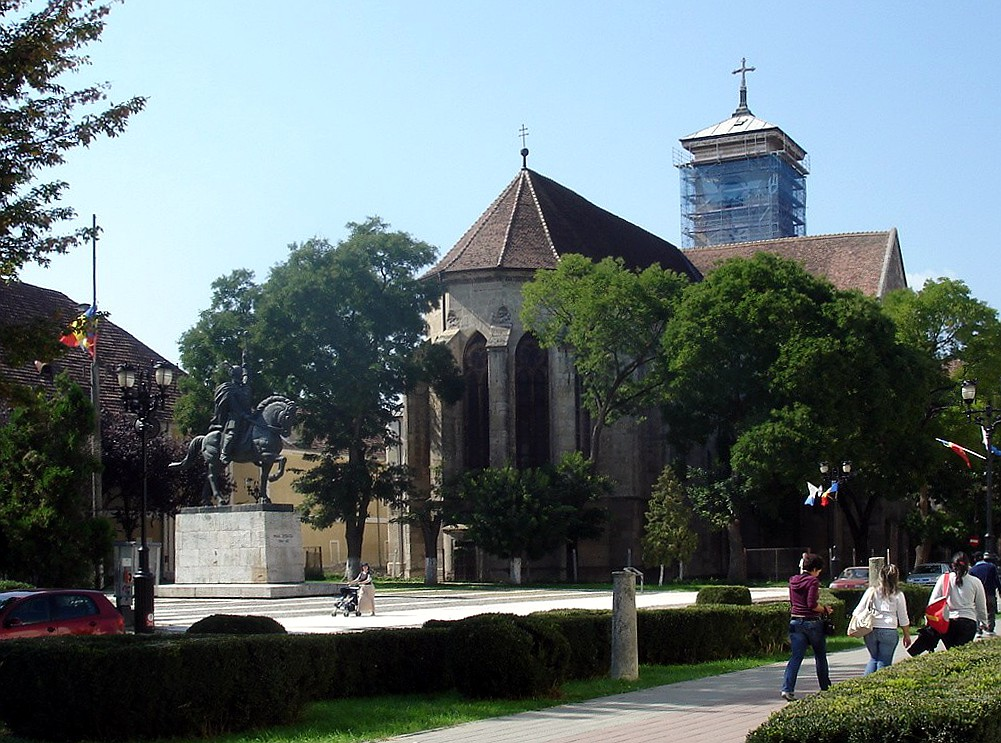
Statuia ecvestră a lui Mihai Viteazul din Alba Iulia, de Oscar Han, pe locul în care ar fi trebuit amplasată iniţial statuia lui Marius Butunoiu

Generalul Ion Coman, care în 1976 se afla în fruntea armatei române, a relatat faptul că, inițial, macheta acestei statui intrase în competiție pentru Alba Iulia, urmând să fie amplasată lângă Sala Unirii. S-a ridicat și obiecția că statuia este cam înaltă față de clădirile din zonă, deși acesta nu era un argument hotărâtor, care să o elimine. Însă, fără a ține seama de argumente, Nicolae Ceaușescu a intervenit, și i-a dat câștig de cauză lui Oscar Han. Argumentul lui era, mai degrabă, de natură sentimentală și pornea de la ideea că Oscar Han, născut în 1891, ajunsese la o vârstă destul de înaintată și exista probabilitatea ca aceea să fie ultima lui lucrare reprezentativă. Astfel că în 1968, la Alba Iulia, în fața Palatului princiar, cu ocazia semicentenarului unirii Transilvaniei cu România, nu a fost dezvelită statuia propusă de Marius Butunoiu, ci Statuia ecvestră a lui Mihai Viteazul din Alba Iulia, realizată de sculptorul Oscar Han. Pentru că Butunoiu ajunsese într-un stadiu destul de avansat cu lucrarea, tot Ceaușescu a propus, în compensație, ca acest al doilea «Mihai Viteazul» să fie amplasat fie la Călugăreni, unde Sinan Pașa a fost trântit de pe cal, fie la Șelimbăr, de unde, mai apoi, Mihai Viteazul a pornit spre Alba Iulia. După ce s-a dezbătut mult această alternativă, până la urmă, Ceaușescu s-a hotărât ca statuia să fie ridicată la Cluj, deoarece aducea un plus de istorie românească acolo, cu speranța nemărturisită că Mihai Viteazul îl va neutraliza, în planul imaginii, pe Matei Corvin, reprezentat în Ansamblul monumental Matia Corvin din Cluj, care, din punct de vedere istoric vorbind, se identifică – nu numai în plan spiritual – cu comunitatea maghiară, mai degrabă, decât cu românii.

## Situația actuală
Soclul statuii lui Mihai Viteazu a ajuns într-o stare avansată de degradare, mai multe plăci au căzut și pământul stă să se surpe la baza acestuia. Reprezentanții municipalității au declarat că nu s-a intervenit pentru repararea soclului deoarece, încă din 2007, sub spațiul statuii și al parcului urma să se construiască o parcare subterană. Parcarea, gândită inițial cu un singur nivel subteran, ar fi avut o capacitate de 179 de locuri, iar varianta cu două niveluri ar fi oferit peste 364 de locuri de parcare, la un preț de 33 de milioane de lei, bani de care primăria nu dispune, astfel că proiectul, care implica și restaurarea statuii, a rămas "în așteptare". Din banii disponibili, primăria a realizat în Piața Mihai Viteazu o parcare la suprafață, cu barieră, cu 71 de locuri. Restaurarea statuii nu a fost cuprinsă în acest proiect.

## Galerie de imagini

Statue of Mihai Viteazul
Statue of Mihai Viteazul
Statue of Mihai Viteazul
Statue of Mihai Viteazul - (detail)
Statue of Mihai Viteazul - (detail)
Statue of Mihai Viteazul - (detail
Statue of Mihai Viteazul - (detail)
Statue of Mihai Viteazul - (detail)
Statue of Mihai Viteazul - (detail)
Statue of Mihai Viteazul - (detail)
Statue of Mihai Viteazul - (detail)